# Vertrag von Paravicini

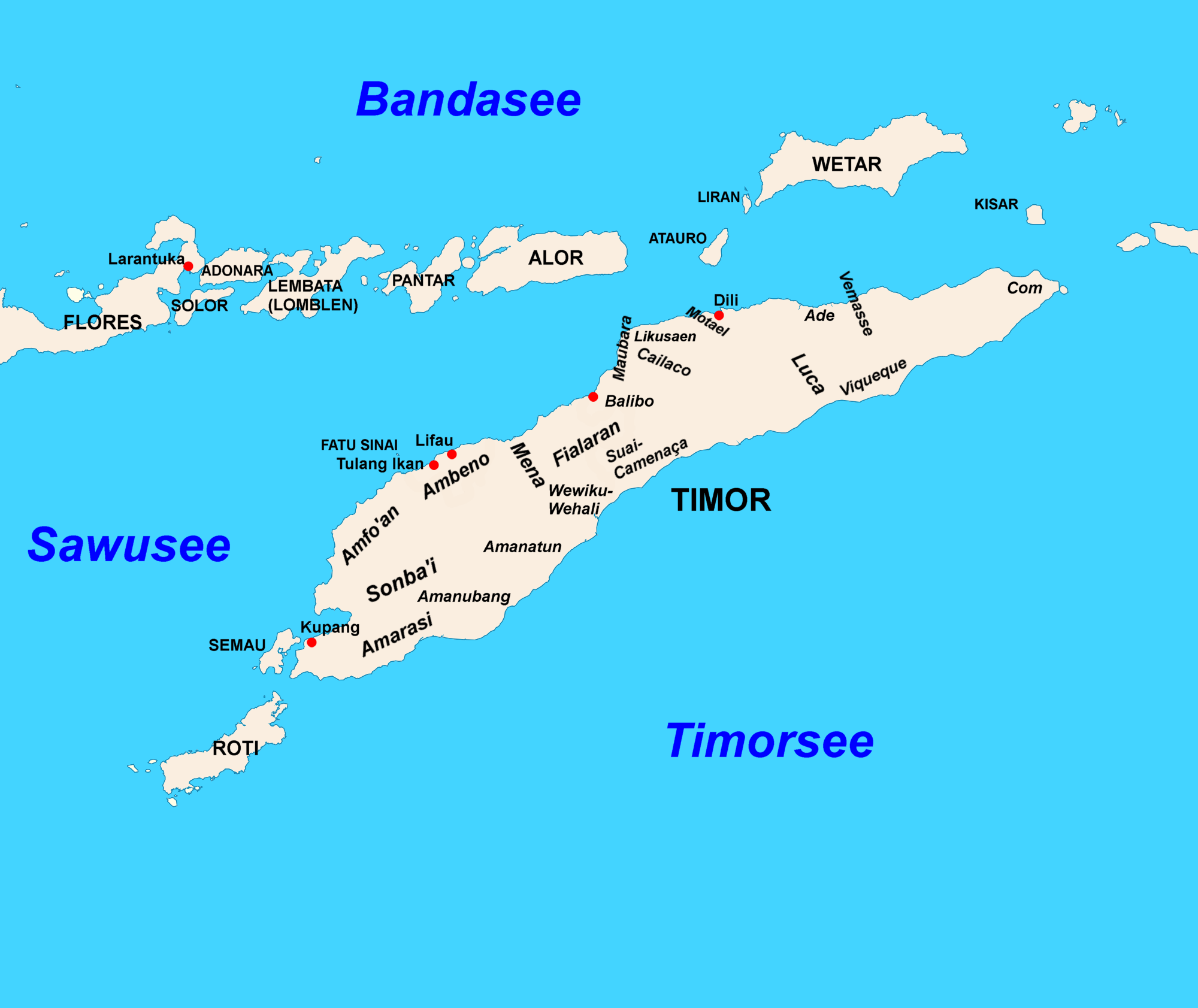
Timor und Nachbarinseln im 17. und 18. Jahrhundert

Im Vertrag von Paravicini schlossen 48 Kleinkönige der Inseln Solor, Roti, Sawu, Sumba und einem Großteil Westtimors 1756 ein Bündnis mit der Niederländischen Ostindien-Kompanie (VOC). Treibende Kraft hinter dem Vertrag war sein Namensgeber, der Diplomat Johannes Andreas Paravicini.

## Hintergrund
In der Region kämpfte die VOC mit Portugal um die Vormachtstellung. 1749 mussten die Portugiesen und die mit ihnen verbündeten Topasse und Timoresen in der Schlacht von Penfui eine verheerende Niederlage hinnehmen. In Folge dieser liefen mehrere Kleinkönige Timors zu den Niederländern über.

## Der Vertrag und seine Auswirkungen

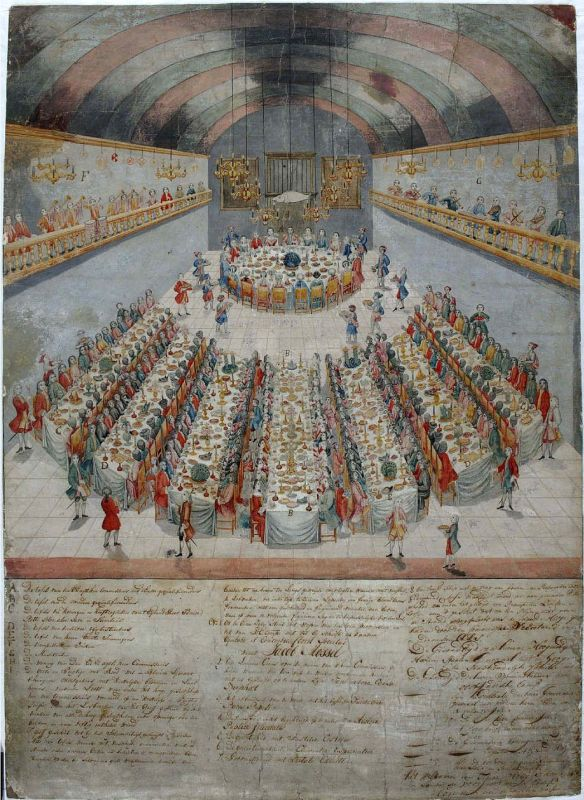
Festlichkeit bei dem Paravicini von einheimischen Herrschern umgeben ist, 1756

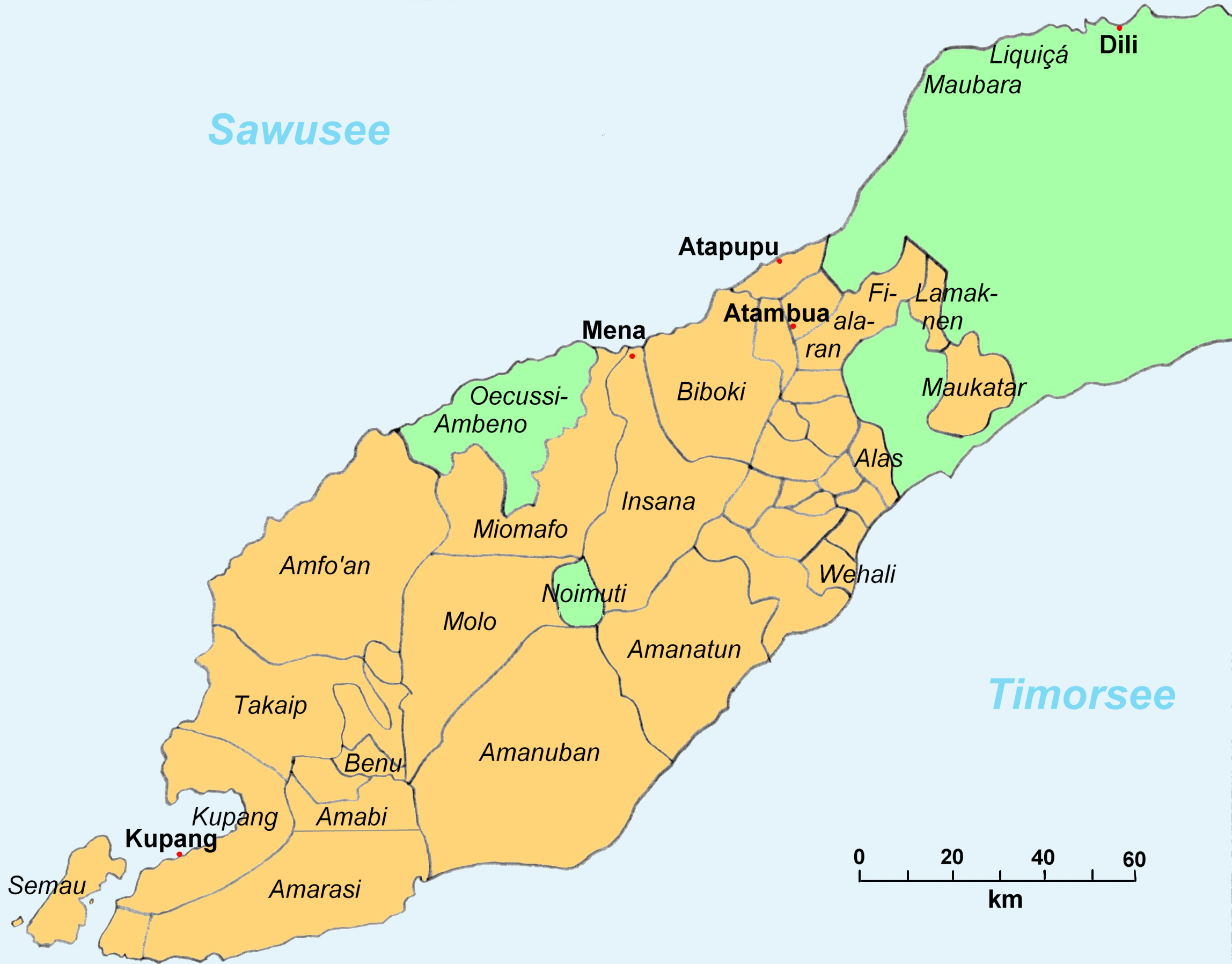
Niederländisch- (orange) und Portugiesisch-Timor (grün) 1911 (Grenzziehung aus niederländischer Sicht)

Paravicini lobte in dem Vertrag die Niederländer als liberal und vom Glück begünstigtes Volk. Nur unter ihnen seien die großen Tugenden der Menschheit zu finden. Sie würden keine Unterschiede machen zwischen „schwarze und weiße Völker“. Im Gegenteil, sie sähen „alle Menschen als Brüder, mit den gleichen Grundrechten,“ bei den zwischenmenschlichen Beziehungen. Man könne das erkennen, wenn man den „elenden und armen“ Stützpunkt der Portugiesen auf Timor Lifau mit dem „gesegneten“, niederländischen Kupang vergleiche. Eine erstaunliche Aussage, denn Lifau befindet sich in einer der fruchtbarsten Regionen der Insel, während Kupang in einem deutlich weniger fruchtbaren Gebiet liegt. Offenbar war dies eine Demonstration dessen, was man mit niederländischem Fleiß erreichen könnte.
Bei mehreren der unterzeichnenden Herrscher war aber ihre Autorität über die angegebenen Territorien äußerst zweifelhaft. So unterzeichneten den Vertrag auch ein Nai Kobe als König von Tabenoe (damit ist Ambeno gemeint) und Sitenomie als König von Liphoa (Lifau). Beide Territorien waren aber in fester Hand der mit den Portugiesen verbündeten Topasse und fielen niemals unter niederländische Herrschaft.
Unter den Unterzeichnern war auch ein gewisser Jacinto Correa (Hiacijinto Corea), der als König von Wewiku-Wehale und Großfürst von Belu auch im Namen von 27 ihm traditionell unterstehenden Reichen im Zentrum Timors den dubiosen Vertrag von Paravicini unterschrieb. Dies beinhaltete Dirma, Lakekun, Samoro, Fatulete, Letisoli, Batuboro, Lanqueiro, Suai, Atsabe, Reimeia, Diribate, Maroba, Lidak, Jenilu, Sukunaba, Biboki und Insana und zudem die Einflusssphäre Wehales: Wewiku, Manufahi, Tiris, Alas, Luca, Viqueque, Corara und Banibani. Zum Glück für die Portugiesen war Wehale nicht mehr mächtig genug, alle lokalen Herrscher auf die Seite der Niederländer zu ziehen. So blieben die 16 östlichen ehemaligen Vasallen Wehales unter der Flagge Portugals, während Wehale selbst und der Rest der 27 Reiche nominell unter niederländische Vorherrschaft kam. Die Teilung der Insel besteht noch heute in das indonesische Westtimor und den unabhängigen Staat Osttimor.
Nachdem sich fast hundert Jahre die niederländische Einflusssphäre auf Kupang und die benachbarte Region erstreckte, konnte die VOC trotz der Einschränkungen nun das Gebiet nominell auf fast das gesamte heute indonesische Westtimor ausdehnen. Eine wirkliche koloniale Herrschaft aufzubauen, gelang aber erst im 20. Jahrhundert. Auch die endgültige Grenzziehung mit Portugal erfolgte erst 1916.